# پاک‌چوبه

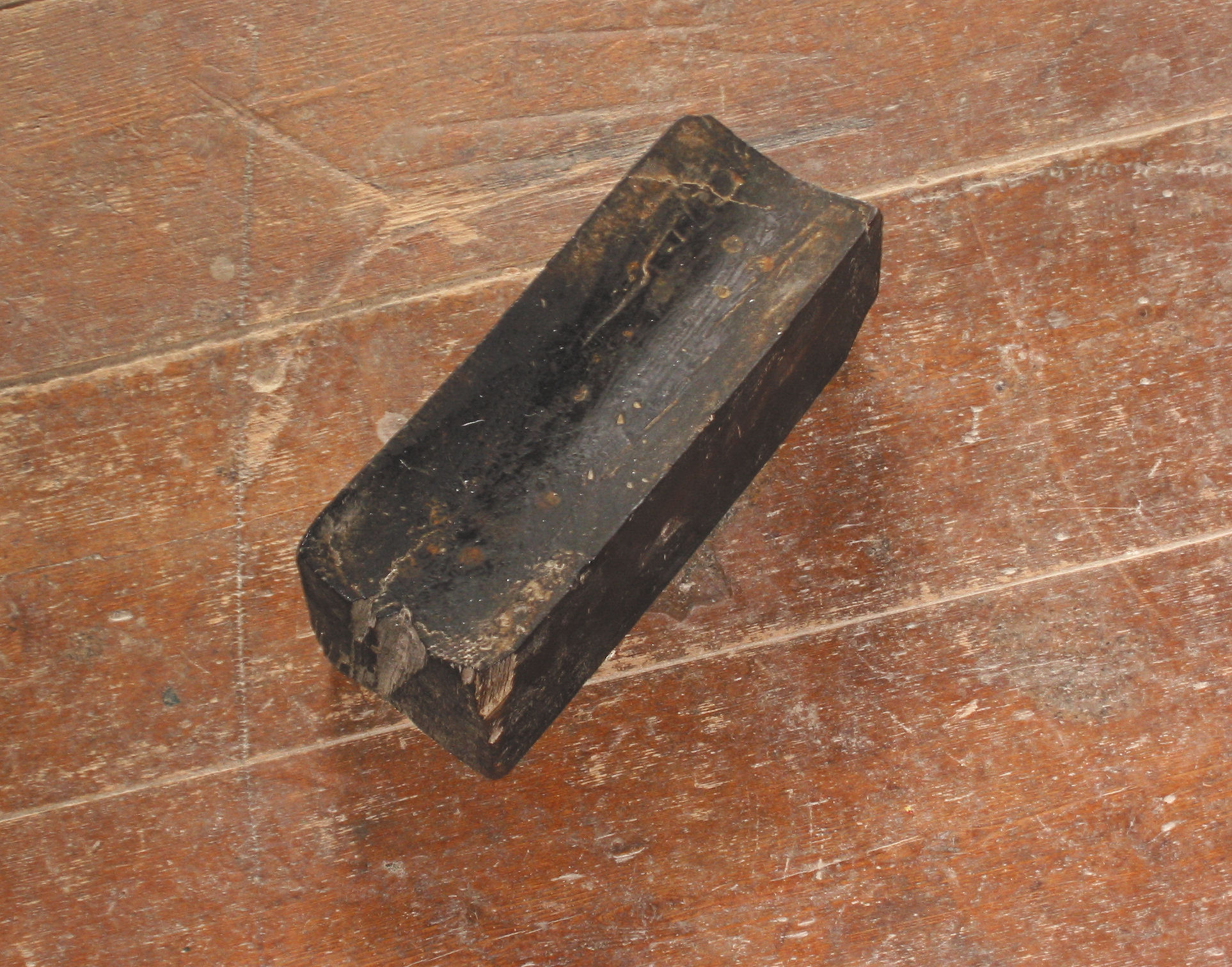
قطعه‌ای از شاه‌تیر یک آسیاب بادی از جنس پاک‌چوبه.

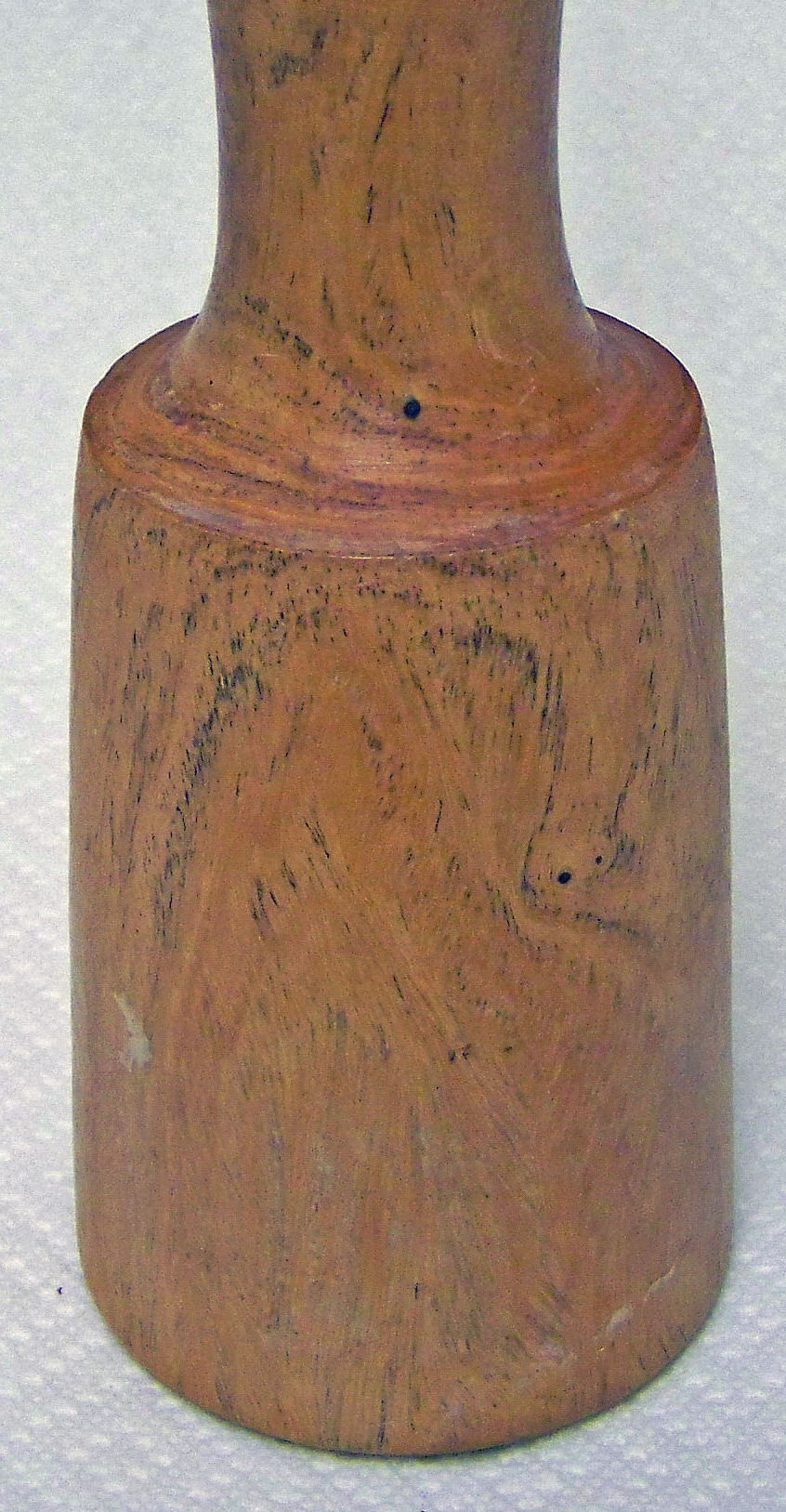
کوبه‌ای از جنس پاک‌چوبه.

پاک‌چوبه یا جوایاک یک چوب تجاری بومی نواحی گرمسیری قاره آمریکا است که سخت و سنگین است و صمغ آن کاربرد پزشکی و صنعتی دارد.
پاک‌چوبه از سنگین‌ترین چوب‌های تجاری است و از اهمیت تاریخی زیادی برخوردار است. پاک‌چوبه‌های واقعی روی آب شناور نمی‌مانند.
شهرت این چوب به این خاطر است که ۲۵ درصد از چوب آن را صمغی چرب تشکیل می‌دهد. این خاصیت باعث می‌شود که این چوب سُرش زیادی داشته باشد و بدون نیاز به روغن‌کاری از آن بتوان به راحتی برای قطعات متحرک سازه‌ها ازجمله در اسیاب‌های بادی استفاده کرد.
این چوب از دو گونه درخت به‌دست می‌آید که یکی درخت پاک‌چوب Guaiacum sanctum و دیگری پاک‌چوب زبرپوسته Guaiacum officinale نام دارد. گونه اول درخت ملی باهاما و گل گونه دوم گل ملی جامائیکا است.

## نام‌ها
پاک در فارسی به معنی مقدس است و پاک‌چوبه را به فارسی درخت مقدس نیز گفته‌اند. پاک‌چوبه را در زبان‌های غربی guaiacum (گوآیاکوم)، و Lignum vitae به معنی درخت زندگی نیز می‌گویند. در برخی کشورهای اروپایی با نام آلمانی pockholz (چوب کوفت) معروف است. در عربی به آن عودالانبیا (به معنی چوب پیامبران)، خشب‌النبی، خشب‌القدیسین، و جوایاک می‌گویند.
از این چوب برای درمان سیفلیس (کوفت) استفاده می‌کردند و ریشه نام‌هایی چون «درخت زندگی»، چوب کوفت، و درخت مقدس نیز به همین تأثیر درمانی بازمی‌گردد.